# Stenay
Stenay (łac. Sathanicum) – miejscowość i gmina we Francji, w regionie Grand Est, w departamencie Moza.
Według danych na rok 1990 gminę zamieszkiwały 3202 osoby, a gęstość zaludnienia wynosiła 118 osób/km² (wśród 2335 gmin Lotaryngii Stenay plasuje się na 134. miejscu pod względem liczby ludności, natomiast pod względem powierzchni na miejscu 83.).